# Janneke van Tienen
Janneke van Tienen (* 29. Mai 1979 in Mill) ist eine ehemalige niederländische Volleyball-Nationalspielerin.

## Volleyballkarriere
Janneke van Tienen spielte zunächst in ihrem Heimatland bei VC Weert, wobei sie sich auf die Position der Libera spezialisierte. Danach stand sie von 2003 bis 2005 in der Stammformation des deutschen Bundesligisten USC Münster, mit dem sie zweimal Deutscher Meister und Pokalsieger wurde. Danach wechselte sie zur Saison 2005/06 zurück in die Niederlande zu Martinus Amstelveen. 2008/09 spielte sie in Italien bei Pallavolo Sirio Perugia. 2011/12 war sie in Aserbaidschan bei Baki Baku aktiv und stand im Finale des europäischen Challenge Cups.
Von 2001 bis 2012 spielte van Tienen auch in der niederländischen Nationalmannschaft. Hier gewann sie 2007 in China den World Grand Prix und belegte bei den Weltmeisterschaften in Japan 2006 Platz acht sowie 2010 Platz elf. Die Libera nahm auch an sechs Europameisterschaften teil, wobei sie 2009 in Polen Vizeeuropameisterin wurde.

## Berufliches
Van Tienen arbeitet heute in der niederländischen Orthopädieschuhtechnik.